# Delia impilosa
Delia impilosa este o specie de muște din genul Delia, familia Anthomyiidae, descrisă de Masayoshi Suwa în anul 1977.
Este endemică în Nepal. Conform Catalogue of Life specia Delia impilosa nu are subspecii cunoscute.